# Arctia flavonotata
Arctia flavonotata là một loài bướm đêm thuộc phân họ Arctiinae, họ Erebidae.